# Montpothier

Montpothier este o comună în departamentul Aube din nord-estul Franței. În 1 ianuarie 2022 avea o populație de 329 de locuitori.